# Creedia partimsquamigera
Creedia partimsquamigera is een straalvinnige vissensoort uit de familie van zandduikers (Creediidae). De wetenschappelijke naam van de soort werd voor het eerst geldig gepubliceerd in 1983 door Nelson.